# Charmaine Bucco
Charmaine Bucco, interpretata dall'attrice Kathrine Narducci, è uno dei personaggi della serie televisiva I Soprano (The Sopranos).
Moglie del cuoco Artie Bucco e amica di lunga data della co-protagonista Carmela, gestisce assieme al marito il locale Nuovo Vesuvio.
È sempre presente nella serie, dalla prima alla sesta stagione.